# Diplusodon retroimbricatus
Diplusodon retroimbricatus är en fackelblomsväxtart som beskrevs av Emil Bernhard Koehne. Diplusodon retroimbricatus ingår i släktet Diplusodon och familjen fackelblomsväxter. Inga underarter finns listade i Catalogue of Life.